# Campionat del món d'escacs de 1892
El Campionat del món d'escacs de 1892 fou el quart Campionat del món d'escacs, i va tenir lloc a l'Havana entre l'1 de gener i el 28 de febrer del 1892. El campió regnant, Wilhelm Steinitz, va derrotar per estret marge l'aspirant, Mikhaïl Txigorin.

## Matx
| Jugador          | 1 | 2 | 3 | 4 | 5 | 6 | 7 | 8 | 9 | 10 | 11 | 12 | 13 | 14 | 15 | 16 | 17 | 18 | 19 | 20 | 21 | 22 | 23 | Punts | Victòries |
| ---------------- | - | - | - | - | - | - | - | - | - | -- | -- | -- | -- | -- | -- | -- | -- | -- | -- | -- | -- | -- | -- | ----- | --------- |
| Mikhaïl Txigorin | 1 | ½ | ½ | 0 | ½ | 0 | 1 | 1 | ½ | 1  | 0  | 1  | 0  | 0  | 1  | 0  | 1  | 0  | 1  | 0  | ½  | 0  | 0  | 10½   | 8         |
| Wilhelm Steinitz | 0 | ½ | ½ | 1 | ½ | 1 | 0 | 0 | ½ | 0  | 1  | 0  | 1  | 1  | 0  | 1  | 0  | 1  | 0  | 1  | ½  | 1  | 1  | 12½   | 10        |
El matx havia de durar vint partides, on el primer jugador a fer 10½ punts o guanyar deu partides seria el campió. En el cas d'un empat a 10-10 després de les vint partides, els jugadors continuarien fins que un d'ells hagués guanyat deu partides. Si s'arriba a una puntuació de nou partides guanyades per cada un, el matx acabaria en empat i el campió defensor Steinitz retindria el títol. Després de vint partides el marcador va ser de 10-10 i cada jugador tenia vuit victòries, de manera que els jugadors van continuar fins que un dels dos va guanyar deu partides. La partida 21 va ser taules, però Steinitz va guanyar les partides 22 i 23 i així guanyar el matx i retenir el títol.

## Error decisiu
|   | a | b | c | d | e | f | g | h |   |
| 8 | a8 negres torre · d8 negres dama · f8 negres torre · g8 negres rei · a7 negres peó · b7 negres alfil · c7 negres peó · d7 negres cavall · e7 negres alfil · f7 negres peó · g7 negres peó · h7 negres peó · b6 negres peó · e6 negres peó · f6 negres cavall · d5 negres peó · g5 blanques alfil · c4 blanques peó · d4 blanques peó · c3 blanques cavall · e3 blanques peó · f3 blanques cavall · a2 blanques peó · b2 blanques peó · e2 blanques alfil · f2 blanques peó · g2 blanques peó · h2 blanques peó · c1 blanques torre · d1 blanques dama · e1 blanques rei · h1 blanques torre | a8 negres torre · d8 negres dama · f8 negres torre · g8 negres rei · a7 negres peó · b7 negres alfil · c7 negres peó · d7 negres cavall · e7 negres alfil · f7 negres peó · g7 negres peó · h7 negres peó · b6 negres peó · e6 negres peó · f6 negres cavall · d5 negres peó · g5 blanques alfil · c4 blanques peó · d4 blanques peó · c3 blanques cavall · e3 blanques peó · f3 blanques cavall · a2 blanques peó · b2 blanques peó · e2 blanques alfil · f2 blanques peó · g2 blanques peó · h2 blanques peó · c1 blanques torre · d1 blanques dama · e1 blanques rei · h1 blanques torre | a8 negres torre · d8 negres dama · f8 negres torre · g8 negres rei · a7 negres peó · b7 negres alfil · c7 negres peó · d7 negres cavall · e7 negres alfil · f7 negres peó · g7 negres peó · h7 negres peó · b6 negres peó · e6 negres peó · f6 negres cavall · d5 negres peó · g5 blanques alfil · c4 blanques peó · d4 blanques peó · c3 blanques cavall · e3 blanques peó · f3 blanques cavall · a2 blanques peó · b2 blanques peó · e2 blanques alfil · f2 blanques peó · g2 blanques peó · h2 blanques peó · c1 blanques torre · d1 blanques dama · e1 blanques rei · h1 blanques torre | a8 negres torre · d8 negres dama · f8 negres torre · g8 negres rei · a7 negres peó · b7 negres alfil · c7 negres peó · d7 negres cavall · e7 negres alfil · f7 negres peó · g7 negres peó · h7 negres peó · b6 negres peó · e6 negres peó · f6 negres cavall · d5 negres peó · g5 blanques alfil · c4 blanques peó · d4 blanques peó · c3 blanques cavall · e3 blanques peó · f3 blanques cavall · a2 blanques peó · b2 blanques peó · e2 blanques alfil · f2 blanques peó · g2 blanques peó · h2 blanques peó · c1 blanques torre · d1 blanques dama · e1 blanques rei · h1 blanques torre | a8 negres torre · d8 negres dama · f8 negres torre · g8 negres rei · a7 negres peó · b7 negres alfil · c7 negres peó · d7 negres cavall · e7 negres alfil · f7 negres peó · g7 negres peó · h7 negres peó · b6 negres peó · e6 negres peó · f6 negres cavall · d5 negres peó · g5 blanques alfil · c4 blanques peó · d4 blanques peó · c3 blanques cavall · e3 blanques peó · f3 blanques cavall · a2 blanques peó · b2 blanques peó · e2 blanques alfil · f2 blanques peó · g2 blanques peó · h2 blanques peó · c1 blanques torre · d1 blanques dama · e1 blanques rei · h1 blanques torre | a8 negres torre · d8 negres dama · f8 negres torre · g8 negres rei · a7 negres peó · b7 negres alfil · c7 negres peó · d7 negres cavall · e7 negres alfil · f7 negres peó · g7 negres peó · h7 negres peó · b6 negres peó · e6 negres peó · f6 negres cavall · d5 negres peó · g5 blanques alfil · c4 blanques peó · d4 blanques peó · c3 blanques cavall · e3 blanques peó · f3 blanques cavall · a2 blanques peó · b2 blanques peó · e2 blanques alfil · f2 blanques peó · g2 blanques peó · h2 blanques peó · c1 blanques torre · d1 blanques dama · e1 blanques rei · h1 blanques torre | a8 negres torre · d8 negres dama · f8 negres torre · g8 negres rei · a7 negres peó · b7 negres alfil · c7 negres peó · d7 negres cavall · e7 negres alfil · f7 negres peó · g7 negres peó · h7 negres peó · b6 negres peó · e6 negres peó · f6 negres cavall · d5 negres peó · g5 blanques alfil · c4 blanques peó · d4 blanques peó · c3 blanques cavall · e3 blanques peó · f3 blanques cavall · a2 blanques peó · b2 blanques peó · e2 blanques alfil · f2 blanques peó · g2 blanques peó · h2 blanques peó · c1 blanques torre · d1 blanques dama · e1 blanques rei · h1 blanques torre | a8 negres torre · d8 negres dama · f8 negres torre · g8 negres rei · a7 negres peó · b7 negres alfil · c7 negres peó · d7 negres cavall · e7 negres alfil · f7 negres peó · g7 negres peó · h7 negres peó · b6 negres peó · e6 negres peó · f6 negres cavall · d5 negres peó · g5 blanques alfil · c4 blanques peó · d4 blanques peó · c3 blanques cavall · e3 blanques peó · f3 blanques cavall · a2 blanques peó · b2 blanques peó · e2 blanques alfil · f2 blanques peó · g2 blanques peó · h2 blanques peó · c1 blanques torre · d1 blanques dama · e1 blanques rei · h1 blanques torre | 8 |
| 7 | a8 negres torre · d8 negres dama · f8 negres torre · g8 negres rei · a7 negres peó · b7 negres alfil · c7 negres peó · d7 negres cavall · e7 negres alfil · f7 negres peó · g7 negres peó · h7 negres peó · b6 negres peó · e6 negres peó · f6 negres cavall · d5 negres peó · g5 blanques alfil · c4 blanques peó · d4 blanques peó · c3 blanques cavall · e3 blanques peó · f3 blanques cavall · a2 blanques peó · b2 blanques peó · e2 blanques alfil · f2 blanques peó · g2 blanques peó · h2 blanques peó · c1 blanques torre · d1 blanques dama · e1 blanques rei · h1 blanques torre | a8 negres torre · d8 negres dama · f8 negres torre · g8 negres rei · a7 negres peó · b7 negres alfil · c7 negres peó · d7 negres cavall · e7 negres alfil · f7 negres peó · g7 negres peó · h7 negres peó · b6 negres peó · e6 negres peó · f6 negres cavall · d5 negres peó · g5 blanques alfil · c4 blanques peó · d4 blanques peó · c3 blanques cavall · e3 blanques peó · f3 blanques cavall · a2 blanques peó · b2 blanques peó · e2 blanques alfil · f2 blanques peó · g2 blanques peó · h2 blanques peó · c1 blanques torre · d1 blanques dama · e1 blanques rei · h1 blanques torre | a8 negres torre · d8 negres dama · f8 negres torre · g8 negres rei · a7 negres peó · b7 negres alfil · c7 negres peó · d7 negres cavall · e7 negres alfil · f7 negres peó · g7 negres peó · h7 negres peó · b6 negres peó · e6 negres peó · f6 negres cavall · d5 negres peó · g5 blanques alfil · c4 blanques peó · d4 blanques peó · c3 blanques cavall · e3 blanques peó · f3 blanques cavall · a2 blanques peó · b2 blanques peó · e2 blanques alfil · f2 blanques peó · g2 blanques peó · h2 blanques peó · c1 blanques torre · d1 blanques dama · e1 blanques rei · h1 blanques torre | a8 negres torre · d8 negres dama · f8 negres torre · g8 negres rei · a7 negres peó · b7 negres alfil · c7 negres peó · d7 negres cavall · e7 negres alfil · f7 negres peó · g7 negres peó · h7 negres peó · b6 negres peó · e6 negres peó · f6 negres cavall · d5 negres peó · g5 blanques alfil · c4 blanques peó · d4 blanques peó · c3 blanques cavall · e3 blanques peó · f3 blanques cavall · a2 blanques peó · b2 blanques peó · e2 blanques alfil · f2 blanques peó · g2 blanques peó · h2 blanques peó · c1 blanques torre · d1 blanques dama · e1 blanques rei · h1 blanques torre | a8 negres torre · d8 negres dama · f8 negres torre · g8 negres rei · a7 negres peó · b7 negres alfil · c7 negres peó · d7 negres cavall · e7 negres alfil · f7 negres peó · g7 negres peó · h7 negres peó · b6 negres peó · e6 negres peó · f6 negres cavall · d5 negres peó · g5 blanques alfil · c4 blanques peó · d4 blanques peó · c3 blanques cavall · e3 blanques peó · f3 blanques cavall · a2 blanques peó · b2 blanques peó · e2 blanques alfil · f2 blanques peó · g2 blanques peó · h2 blanques peó · c1 blanques torre · d1 blanques dama · e1 blanques rei · h1 blanques torre | a8 negres torre · d8 negres dama · f8 negres torre · g8 negres rei · a7 negres peó · b7 negres alfil · c7 negres peó · d7 negres cavall · e7 negres alfil · f7 negres peó · g7 negres peó · h7 negres peó · b6 negres peó · e6 negres peó · f6 negres cavall · d5 negres peó · g5 blanques alfil · c4 blanques peó · d4 blanques peó · c3 blanques cavall · e3 blanques peó · f3 blanques cavall · a2 blanques peó · b2 blanques peó · e2 blanques alfil · f2 blanques peó · g2 blanques peó · h2 blanques peó · c1 blanques torre · d1 blanques dama · e1 blanques rei · h1 blanques torre | a8 negres torre · d8 negres dama · f8 negres torre · g8 negres rei · a7 negres peó · b7 negres alfil · c7 negres peó · d7 negres cavall · e7 negres alfil · f7 negres peó · g7 negres peó · h7 negres peó · b6 negres peó · e6 negres peó · f6 negres cavall · d5 negres peó · g5 blanques alfil · c4 blanques peó · d4 blanques peó · c3 blanques cavall · e3 blanques peó · f3 blanques cavall · a2 blanques peó · b2 blanques peó · e2 blanques alfil · f2 blanques peó · g2 blanques peó · h2 blanques peó · c1 blanques torre · d1 blanques dama · e1 blanques rei · h1 blanques torre | a8 negres torre · d8 negres dama · f8 negres torre · g8 negres rei · a7 negres peó · b7 negres alfil · c7 negres peó · d7 negres cavall · e7 negres alfil · f7 negres peó · g7 negres peó · h7 negres peó · b6 negres peó · e6 negres peó · f6 negres cavall · d5 negres peó · g5 blanques alfil · c4 blanques peó · d4 blanques peó · c3 blanques cavall · e3 blanques peó · f3 blanques cavall · a2 blanques peó · b2 blanques peó · e2 blanques alfil · f2 blanques peó · g2 blanques peó · h2 blanques peó · c1 blanques torre · d1 blanques dama · e1 blanques rei · h1 blanques torre | 7 |
| 6 | a8 negres torre · d8 negres dama · f8 negres torre · g8 negres rei · a7 negres peó · b7 negres alfil · c7 negres peó · d7 negres cavall · e7 negres alfil · f7 negres peó · g7 negres peó · h7 negres peó · b6 negres peó · e6 negres peó · f6 negres cavall · d5 negres peó · g5 blanques alfil · c4 blanques peó · d4 blanques peó · c3 blanques cavall · e3 blanques peó · f3 blanques cavall · a2 blanques peó · b2 blanques peó · e2 blanques alfil · f2 blanques peó · g2 blanques peó · h2 blanques peó · c1 blanques torre · d1 blanques dama · e1 blanques rei · h1 blanques torre | a8 negres torre · d8 negres dama · f8 negres torre · g8 negres rei · a7 negres peó · b7 negres alfil · c7 negres peó · d7 negres cavall · e7 negres alfil · f7 negres peó · g7 negres peó · h7 negres peó · b6 negres peó · e6 negres peó · f6 negres cavall · d5 negres peó · g5 blanques alfil · c4 blanques peó · d4 blanques peó · c3 blanques cavall · e3 blanques peó · f3 blanques cavall · a2 blanques peó · b2 blanques peó · e2 blanques alfil · f2 blanques peó · g2 blanques peó · h2 blanques peó · c1 blanques torre · d1 blanques dama · e1 blanques rei · h1 blanques torre | a8 negres torre · d8 negres dama · f8 negres torre · g8 negres rei · a7 negres peó · b7 negres alfil · c7 negres peó · d7 negres cavall · e7 negres alfil · f7 negres peó · g7 negres peó · h7 negres peó · b6 negres peó · e6 negres peó · f6 negres cavall · d5 negres peó · g5 blanques alfil · c4 blanques peó · d4 blanques peó · c3 blanques cavall · e3 blanques peó · f3 blanques cavall · a2 blanques peó · b2 blanques peó · e2 blanques alfil · f2 blanques peó · g2 blanques peó · h2 blanques peó · c1 blanques torre · d1 blanques dama · e1 blanques rei · h1 blanques torre | a8 negres torre · d8 negres dama · f8 negres torre · g8 negres rei · a7 negres peó · b7 negres alfil · c7 negres peó · d7 negres cavall · e7 negres alfil · f7 negres peó · g7 negres peó · h7 negres peó · b6 negres peó · e6 negres peó · f6 negres cavall · d5 negres peó · g5 blanques alfil · c4 blanques peó · d4 blanques peó · c3 blanques cavall · e3 blanques peó · f3 blanques cavall · a2 blanques peó · b2 blanques peó · e2 blanques alfil · f2 blanques peó · g2 blanques peó · h2 blanques peó · c1 blanques torre · d1 blanques dama · e1 blanques rei · h1 blanques torre | a8 negres torre · d8 negres dama · f8 negres torre · g8 negres rei · a7 negres peó · b7 negres alfil · c7 negres peó · d7 negres cavall · e7 negres alfil · f7 negres peó · g7 negres peó · h7 negres peó · b6 negres peó · e6 negres peó · f6 negres cavall · d5 negres peó · g5 blanques alfil · c4 blanques peó · d4 blanques peó · c3 blanques cavall · e3 blanques peó · f3 blanques cavall · a2 blanques peó · b2 blanques peó · e2 blanques alfil · f2 blanques peó · g2 blanques peó · h2 blanques peó · c1 blanques torre · d1 blanques dama · e1 blanques rei · h1 blanques torre | a8 negres torre · d8 negres dama · f8 negres torre · g8 negres rei · a7 negres peó · b7 negres alfil · c7 negres peó · d7 negres cavall · e7 negres alfil · f7 negres peó · g7 negres peó · h7 negres peó · b6 negres peó · e6 negres peó · f6 negres cavall · d5 negres peó · g5 blanques alfil · c4 blanques peó · d4 blanques peó · c3 blanques cavall · e3 blanques peó · f3 blanques cavall · a2 blanques peó · b2 blanques peó · e2 blanques alfil · f2 blanques peó · g2 blanques peó · h2 blanques peó · c1 blanques torre · d1 blanques dama · e1 blanques rei · h1 blanques torre | a8 negres torre · d8 negres dama · f8 negres torre · g8 negres rei · a7 negres peó · b7 negres alfil · c7 negres peó · d7 negres cavall · e7 negres alfil · f7 negres peó · g7 negres peó · h7 negres peó · b6 negres peó · e6 negres peó · f6 negres cavall · d5 negres peó · g5 blanques alfil · c4 blanques peó · d4 blanques peó · c3 blanques cavall · e3 blanques peó · f3 blanques cavall · a2 blanques peó · b2 blanques peó · e2 blanques alfil · f2 blanques peó · g2 blanques peó · h2 blanques peó · c1 blanques torre · d1 blanques dama · e1 blanques rei · h1 blanques torre | a8 negres torre · d8 negres dama · f8 negres torre · g8 negres rei · a7 negres peó · b7 negres alfil · c7 negres peó · d7 negres cavall · e7 negres alfil · f7 negres peó · g7 negres peó · h7 negres peó · b6 negres peó · e6 negres peó · f6 negres cavall · d5 negres peó · g5 blanques alfil · c4 blanques peó · d4 blanques peó · c3 blanques cavall · e3 blanques peó · f3 blanques cavall · a2 blanques peó · b2 blanques peó · e2 blanques alfil · f2 blanques peó · g2 blanques peó · h2 blanques peó · c1 blanques torre · d1 blanques dama · e1 blanques rei · h1 blanques torre | 6 |
| 5 | a8 negres torre · d8 negres dama · f8 negres torre · g8 negres rei · a7 negres peó · b7 negres alfil · c7 negres peó · d7 negres cavall · e7 negres alfil · f7 negres peó · g7 negres peó · h7 negres peó · b6 negres peó · e6 negres peó · f6 negres cavall · d5 negres peó · g5 blanques alfil · c4 blanques peó · d4 blanques peó · c3 blanques cavall · e3 blanques peó · f3 blanques cavall · a2 blanques peó · b2 blanques peó · e2 blanques alfil · f2 blanques peó · g2 blanques peó · h2 blanques peó · c1 blanques torre · d1 blanques dama · e1 blanques rei · h1 blanques torre | a8 negres torre · d8 negres dama · f8 negres torre · g8 negres rei · a7 negres peó · b7 negres alfil · c7 negres peó · d7 negres cavall · e7 negres alfil · f7 negres peó · g7 negres peó · h7 negres peó · b6 negres peó · e6 negres peó · f6 negres cavall · d5 negres peó · g5 blanques alfil · c4 blanques peó · d4 blanques peó · c3 blanques cavall · e3 blanques peó · f3 blanques cavall · a2 blanques peó · b2 blanques peó · e2 blanques alfil · f2 blanques peó · g2 blanques peó · h2 blanques peó · c1 blanques torre · d1 blanques dama · e1 blanques rei · h1 blanques torre | a8 negres torre · d8 negres dama · f8 negres torre · g8 negres rei · a7 negres peó · b7 negres alfil · c7 negres peó · d7 negres cavall · e7 negres alfil · f7 negres peó · g7 negres peó · h7 negres peó · b6 negres peó · e6 negres peó · f6 negres cavall · d5 negres peó · g5 blanques alfil · c4 blanques peó · d4 blanques peó · c3 blanques cavall · e3 blanques peó · f3 blanques cavall · a2 blanques peó · b2 blanques peó · e2 blanques alfil · f2 blanques peó · g2 blanques peó · h2 blanques peó · c1 blanques torre · d1 blanques dama · e1 blanques rei · h1 blanques torre | a8 negres torre · d8 negres dama · f8 negres torre · g8 negres rei · a7 negres peó · b7 negres alfil · c7 negres peó · d7 negres cavall · e7 negres alfil · f7 negres peó · g7 negres peó · h7 negres peó · b6 negres peó · e6 negres peó · f6 negres cavall · d5 negres peó · g5 blanques alfil · c4 blanques peó · d4 blanques peó · c3 blanques cavall · e3 blanques peó · f3 blanques cavall · a2 blanques peó · b2 blanques peó · e2 blanques alfil · f2 blanques peó · g2 blanques peó · h2 blanques peó · c1 blanques torre · d1 blanques dama · e1 blanques rei · h1 blanques torre | a8 negres torre · d8 negres dama · f8 negres torre · g8 negres rei · a7 negres peó · b7 negres alfil · c7 negres peó · d7 negres cavall · e7 negres alfil · f7 negres peó · g7 negres peó · h7 negres peó · b6 negres peó · e6 negres peó · f6 negres cavall · d5 negres peó · g5 blanques alfil · c4 blanques peó · d4 blanques peó · c3 blanques cavall · e3 blanques peó · f3 blanques cavall · a2 blanques peó · b2 blanques peó · e2 blanques alfil · f2 blanques peó · g2 blanques peó · h2 blanques peó · c1 blanques torre · d1 blanques dama · e1 blanques rei · h1 blanques torre | a8 negres torre · d8 negres dama · f8 negres torre · g8 negres rei · a7 negres peó · b7 negres alfil · c7 negres peó · d7 negres cavall · e7 negres alfil · f7 negres peó · g7 negres peó · h7 negres peó · b6 negres peó · e6 negres peó · f6 negres cavall · d5 negres peó · g5 blanques alfil · c4 blanques peó · d4 blanques peó · c3 blanques cavall · e3 blanques peó · f3 blanques cavall · a2 blanques peó · b2 blanques peó · e2 blanques alfil · f2 blanques peó · g2 blanques peó · h2 blanques peó · c1 blanques torre · d1 blanques dama · e1 blanques rei · h1 blanques torre | a8 negres torre · d8 negres dama · f8 negres torre · g8 negres rei · a7 negres peó · b7 negres alfil · c7 negres peó · d7 negres cavall · e7 negres alfil · f7 negres peó · g7 negres peó · h7 negres peó · b6 negres peó · e6 negres peó · f6 negres cavall · d5 negres peó · g5 blanques alfil · c4 blanques peó · d4 blanques peó · c3 blanques cavall · e3 blanques peó · f3 blanques cavall · a2 blanques peó · b2 blanques peó · e2 blanques alfil · f2 blanques peó · g2 blanques peó · h2 blanques peó · c1 blanques torre · d1 blanques dama · e1 blanques rei · h1 blanques torre | a8 negres torre · d8 negres dama · f8 negres torre · g8 negres rei · a7 negres peó · b7 negres alfil · c7 negres peó · d7 negres cavall · e7 negres alfil · f7 negres peó · g7 negres peó · h7 negres peó · b6 negres peó · e6 negres peó · f6 negres cavall · d5 negres peó · g5 blanques alfil · c4 blanques peó · d4 blanques peó · c3 blanques cavall · e3 blanques peó · f3 blanques cavall · a2 blanques peó · b2 blanques peó · e2 blanques alfil · f2 blanques peó · g2 blanques peó · h2 blanques peó · c1 blanques torre · d1 blanques dama · e1 blanques rei · h1 blanques torre | 5 |
| 4 | a8 negres torre · d8 negres dama · f8 negres torre · g8 negres rei · a7 negres peó · b7 negres alfil · c7 negres peó · d7 negres cavall · e7 negres alfil · f7 negres peó · g7 negres peó · h7 negres peó · b6 negres peó · e6 negres peó · f6 negres cavall · d5 negres peó · g5 blanques alfil · c4 blanques peó · d4 blanques peó · c3 blanques cavall · e3 blanques peó · f3 blanques cavall · a2 blanques peó · b2 blanques peó · e2 blanques alfil · f2 blanques peó · g2 blanques peó · h2 blanques peó · c1 blanques torre · d1 blanques dama · e1 blanques rei · h1 blanques torre | a8 negres torre · d8 negres dama · f8 negres torre · g8 negres rei · a7 negres peó · b7 negres alfil · c7 negres peó · d7 negres cavall · e7 negres alfil · f7 negres peó · g7 negres peó · h7 negres peó · b6 negres peó · e6 negres peó · f6 negres cavall · d5 negres peó · g5 blanques alfil · c4 blanques peó · d4 blanques peó · c3 blanques cavall · e3 blanques peó · f3 blanques cavall · a2 blanques peó · b2 blanques peó · e2 blanques alfil · f2 blanques peó · g2 blanques peó · h2 blanques peó · c1 blanques torre · d1 blanques dama · e1 blanques rei · h1 blanques torre | a8 negres torre · d8 negres dama · f8 negres torre · g8 negres rei · a7 negres peó · b7 negres alfil · c7 negres peó · d7 negres cavall · e7 negres alfil · f7 negres peó · g7 negres peó · h7 negres peó · b6 negres peó · e6 negres peó · f6 negres cavall · d5 negres peó · g5 blanques alfil · c4 blanques peó · d4 blanques peó · c3 blanques cavall · e3 blanques peó · f3 blanques cavall · a2 blanques peó · b2 blanques peó · e2 blanques alfil · f2 blanques peó · g2 blanques peó · h2 blanques peó · c1 blanques torre · d1 blanques dama · e1 blanques rei · h1 blanques torre | a8 negres torre · d8 negres dama · f8 negres torre · g8 negres rei · a7 negres peó · b7 negres alfil · c7 negres peó · d7 negres cavall · e7 negres alfil · f7 negres peó · g7 negres peó · h7 negres peó · b6 negres peó · e6 negres peó · f6 negres cavall · d5 negres peó · g5 blanques alfil · c4 blanques peó · d4 blanques peó · c3 blanques cavall · e3 blanques peó · f3 blanques cavall · a2 blanques peó · b2 blanques peó · e2 blanques alfil · f2 blanques peó · g2 blanques peó · h2 blanques peó · c1 blanques torre · d1 blanques dama · e1 blanques rei · h1 blanques torre | a8 negres torre · d8 negres dama · f8 negres torre · g8 negres rei · a7 negres peó · b7 negres alfil · c7 negres peó · d7 negres cavall · e7 negres alfil · f7 negres peó · g7 negres peó · h7 negres peó · b6 negres peó · e6 negres peó · f6 negres cavall · d5 negres peó · g5 blanques alfil · c4 blanques peó · d4 blanques peó · c3 blanques cavall · e3 blanques peó · f3 blanques cavall · a2 blanques peó · b2 blanques peó · e2 blanques alfil · f2 blanques peó · g2 blanques peó · h2 blanques peó · c1 blanques torre · d1 blanques dama · e1 blanques rei · h1 blanques torre | a8 negres torre · d8 negres dama · f8 negres torre · g8 negres rei · a7 negres peó · b7 negres alfil · c7 negres peó · d7 negres cavall · e7 negres alfil · f7 negres peó · g7 negres peó · h7 negres peó · b6 negres peó · e6 negres peó · f6 negres cavall · d5 negres peó · g5 blanques alfil · c4 blanques peó · d4 blanques peó · c3 blanques cavall · e3 blanques peó · f3 blanques cavall · a2 blanques peó · b2 blanques peó · e2 blanques alfil · f2 blanques peó · g2 blanques peó · h2 blanques peó · c1 blanques torre · d1 blanques dama · e1 blanques rei · h1 blanques torre | a8 negres torre · d8 negres dama · f8 negres torre · g8 negres rei · a7 negres peó · b7 negres alfil · c7 negres peó · d7 negres cavall · e7 negres alfil · f7 negres peó · g7 negres peó · h7 negres peó · b6 negres peó · e6 negres peó · f6 negres cavall · d5 negres peó · g5 blanques alfil · c4 blanques peó · d4 blanques peó · c3 blanques cavall · e3 blanques peó · f3 blanques cavall · a2 blanques peó · b2 blanques peó · e2 blanques alfil · f2 blanques peó · g2 blanques peó · h2 blanques peó · c1 blanques torre · d1 blanques dama · e1 blanques rei · h1 blanques torre | a8 negres torre · d8 negres dama · f8 negres torre · g8 negres rei · a7 negres peó · b7 negres alfil · c7 negres peó · d7 negres cavall · e7 negres alfil · f7 negres peó · g7 negres peó · h7 negres peó · b6 negres peó · e6 negres peó · f6 negres cavall · d5 negres peó · g5 blanques alfil · c4 blanques peó · d4 blanques peó · c3 blanques cavall · e3 blanques peó · f3 blanques cavall · a2 blanques peó · b2 blanques peó · e2 blanques alfil · f2 blanques peó · g2 blanques peó · h2 blanques peó · c1 blanques torre · d1 blanques dama · e1 blanques rei · h1 blanques torre | 4 |
| 3 | a8 negres torre · d8 negres dama · f8 negres torre · g8 negres rei · a7 negres peó · b7 negres alfil · c7 negres peó · d7 negres cavall · e7 negres alfil · f7 negres peó · g7 negres peó · h7 negres peó · b6 negres peó · e6 negres peó · f6 negres cavall · d5 negres peó · g5 blanques alfil · c4 blanques peó · d4 blanques peó · c3 blanques cavall · e3 blanques peó · f3 blanques cavall · a2 blanques peó · b2 blanques peó · e2 blanques alfil · f2 blanques peó · g2 blanques peó · h2 blanques peó · c1 blanques torre · d1 blanques dama · e1 blanques rei · h1 blanques torre | a8 negres torre · d8 negres dama · f8 negres torre · g8 negres rei · a7 negres peó · b7 negres alfil · c7 negres peó · d7 negres cavall · e7 negres alfil · f7 negres peó · g7 negres peó · h7 negres peó · b6 negres peó · e6 negres peó · f6 negres cavall · d5 negres peó · g5 blanques alfil · c4 blanques peó · d4 blanques peó · c3 blanques cavall · e3 blanques peó · f3 blanques cavall · a2 blanques peó · b2 blanques peó · e2 blanques alfil · f2 blanques peó · g2 blanques peó · h2 blanques peó · c1 blanques torre · d1 blanques dama · e1 blanques rei · h1 blanques torre | a8 negres torre · d8 negres dama · f8 negres torre · g8 negres rei · a7 negres peó · b7 negres alfil · c7 negres peó · d7 negres cavall · e7 negres alfil · f7 negres peó · g7 negres peó · h7 negres peó · b6 negres peó · e6 negres peó · f6 negres cavall · d5 negres peó · g5 blanques alfil · c4 blanques peó · d4 blanques peó · c3 blanques cavall · e3 blanques peó · f3 blanques cavall · a2 blanques peó · b2 blanques peó · e2 blanques alfil · f2 blanques peó · g2 blanques peó · h2 blanques peó · c1 blanques torre · d1 blanques dama · e1 blanques rei · h1 blanques torre | a8 negres torre · d8 negres dama · f8 negres torre · g8 negres rei · a7 negres peó · b7 negres alfil · c7 negres peó · d7 negres cavall · e7 negres alfil · f7 negres peó · g7 negres peó · h7 negres peó · b6 negres peó · e6 negres peó · f6 negres cavall · d5 negres peó · g5 blanques alfil · c4 blanques peó · d4 blanques peó · c3 blanques cavall · e3 blanques peó · f3 blanques cavall · a2 blanques peó · b2 blanques peó · e2 blanques alfil · f2 blanques peó · g2 blanques peó · h2 blanques peó · c1 blanques torre · d1 blanques dama · e1 blanques rei · h1 blanques torre | a8 negres torre · d8 negres dama · f8 negres torre · g8 negres rei · a7 negres peó · b7 negres alfil · c7 negres peó · d7 negres cavall · e7 negres alfil · f7 negres peó · g7 negres peó · h7 negres peó · b6 negres peó · e6 negres peó · f6 negres cavall · d5 negres peó · g5 blanques alfil · c4 blanques peó · d4 blanques peó · c3 blanques cavall · e3 blanques peó · f3 blanques cavall · a2 blanques peó · b2 blanques peó · e2 blanques alfil · f2 blanques peó · g2 blanques peó · h2 blanques peó · c1 blanques torre · d1 blanques dama · e1 blanques rei · h1 blanques torre | a8 negres torre · d8 negres dama · f8 negres torre · g8 negres rei · a7 negres peó · b7 negres alfil · c7 negres peó · d7 negres cavall · e7 negres alfil · f7 negres peó · g7 negres peó · h7 negres peó · b6 negres peó · e6 negres peó · f6 negres cavall · d5 negres peó · g5 blanques alfil · c4 blanques peó · d4 blanques peó · c3 blanques cavall · e3 blanques peó · f3 blanques cavall · a2 blanques peó · b2 blanques peó · e2 blanques alfil · f2 blanques peó · g2 blanques peó · h2 blanques peó · c1 blanques torre · d1 blanques dama · e1 blanques rei · h1 blanques torre | a8 negres torre · d8 negres dama · f8 negres torre · g8 negres rei · a7 negres peó · b7 negres alfil · c7 negres peó · d7 negres cavall · e7 negres alfil · f7 negres peó · g7 negres peó · h7 negres peó · b6 negres peó · e6 negres peó · f6 negres cavall · d5 negres peó · g5 blanques alfil · c4 blanques peó · d4 blanques peó · c3 blanques cavall · e3 blanques peó · f3 blanques cavall · a2 blanques peó · b2 blanques peó · e2 blanques alfil · f2 blanques peó · g2 blanques peó · h2 blanques peó · c1 blanques torre · d1 blanques dama · e1 blanques rei · h1 blanques torre | a8 negres torre · d8 negres dama · f8 negres torre · g8 negres rei · a7 negres peó · b7 negres alfil · c7 negres peó · d7 negres cavall · e7 negres alfil · f7 negres peó · g7 negres peó · h7 negres peó · b6 negres peó · e6 negres peó · f6 negres cavall · d5 negres peó · g5 blanques alfil · c4 blanques peó · d4 blanques peó · c3 blanques cavall · e3 blanques peó · f3 blanques cavall · a2 blanques peó · b2 blanques peó · e2 blanques alfil · f2 blanques peó · g2 blanques peó · h2 blanques peó · c1 blanques torre · d1 blanques dama · e1 blanques rei · h1 blanques torre | 3 |
| 2 | a8 negres torre · d8 negres dama · f8 negres torre · g8 negres rei · a7 negres peó · b7 negres alfil · c7 negres peó · d7 negres cavall · e7 negres alfil · f7 negres peó · g7 negres peó · h7 negres peó · b6 negres peó · e6 negres peó · f6 negres cavall · d5 negres peó · g5 blanques alfil · c4 blanques peó · d4 blanques peó · c3 blanques cavall · e3 blanques peó · f3 blanques cavall · a2 blanques peó · b2 blanques peó · e2 blanques alfil · f2 blanques peó · g2 blanques peó · h2 blanques peó · c1 blanques torre · d1 blanques dama · e1 blanques rei · h1 blanques torre | a8 negres torre · d8 negres dama · f8 negres torre · g8 negres rei · a7 negres peó · b7 negres alfil · c7 negres peó · d7 negres cavall · e7 negres alfil · f7 negres peó · g7 negres peó · h7 negres peó · b6 negres peó · e6 negres peó · f6 negres cavall · d5 negres peó · g5 blanques alfil · c4 blanques peó · d4 blanques peó · c3 blanques cavall · e3 blanques peó · f3 blanques cavall · a2 blanques peó · b2 blanques peó · e2 blanques alfil · f2 blanques peó · g2 blanques peó · h2 blanques peó · c1 blanques torre · d1 blanques dama · e1 blanques rei · h1 blanques torre | a8 negres torre · d8 negres dama · f8 negres torre · g8 negres rei · a7 negres peó · b7 negres alfil · c7 negres peó · d7 negres cavall · e7 negres alfil · f7 negres peó · g7 negres peó · h7 negres peó · b6 negres peó · e6 negres peó · f6 negres cavall · d5 negres peó · g5 blanques alfil · c4 blanques peó · d4 blanques peó · c3 blanques cavall · e3 blanques peó · f3 blanques cavall · a2 blanques peó · b2 blanques peó · e2 blanques alfil · f2 blanques peó · g2 blanques peó · h2 blanques peó · c1 blanques torre · d1 blanques dama · e1 blanques rei · h1 blanques torre | a8 negres torre · d8 negres dama · f8 negres torre · g8 negres rei · a7 negres peó · b7 negres alfil · c7 negres peó · d7 negres cavall · e7 negres alfil · f7 negres peó · g7 negres peó · h7 negres peó · b6 negres peó · e6 negres peó · f6 negres cavall · d5 negres peó · g5 blanques alfil · c4 blanques peó · d4 blanques peó · c3 blanques cavall · e3 blanques peó · f3 blanques cavall · a2 blanques peó · b2 blanques peó · e2 blanques alfil · f2 blanques peó · g2 blanques peó · h2 blanques peó · c1 blanques torre · d1 blanques dama · e1 blanques rei · h1 blanques torre | a8 negres torre · d8 negres dama · f8 negres torre · g8 negres rei · a7 negres peó · b7 negres alfil · c7 negres peó · d7 negres cavall · e7 negres alfil · f7 negres peó · g7 negres peó · h7 negres peó · b6 negres peó · e6 negres peó · f6 negres cavall · d5 negres peó · g5 blanques alfil · c4 blanques peó · d4 blanques peó · c3 blanques cavall · e3 blanques peó · f3 blanques cavall · a2 blanques peó · b2 blanques peó · e2 blanques alfil · f2 blanques peó · g2 blanques peó · h2 blanques peó · c1 blanques torre · d1 blanques dama · e1 blanques rei · h1 blanques torre | a8 negres torre · d8 negres dama · f8 negres torre · g8 negres rei · a7 negres peó · b7 negres alfil · c7 negres peó · d7 negres cavall · e7 negres alfil · f7 negres peó · g7 negres peó · h7 negres peó · b6 negres peó · e6 negres peó · f6 negres cavall · d5 negres peó · g5 blanques alfil · c4 blanques peó · d4 blanques peó · c3 blanques cavall · e3 blanques peó · f3 blanques cavall · a2 blanques peó · b2 blanques peó · e2 blanques alfil · f2 blanques peó · g2 blanques peó · h2 blanques peó · c1 blanques torre · d1 blanques dama · e1 blanques rei · h1 blanques torre | a8 negres torre · d8 negres dama · f8 negres torre · g8 negres rei · a7 negres peó · b7 negres alfil · c7 negres peó · d7 negres cavall · e7 negres alfil · f7 negres peó · g7 negres peó · h7 negres peó · b6 negres peó · e6 negres peó · f6 negres cavall · d5 negres peó · g5 blanques alfil · c4 blanques peó · d4 blanques peó · c3 blanques cavall · e3 blanques peó · f3 blanques cavall · a2 blanques peó · b2 blanques peó · e2 blanques alfil · f2 blanques peó · g2 blanques peó · h2 blanques peó · c1 blanques torre · d1 blanques dama · e1 blanques rei · h1 blanques torre | a8 negres torre · d8 negres dama · f8 negres torre · g8 negres rei · a7 negres peó · b7 negres alfil · c7 negres peó · d7 negres cavall · e7 negres alfil · f7 negres peó · g7 negres peó · h7 negres peó · b6 negres peó · e6 negres peó · f6 negres cavall · d5 negres peó · g5 blanques alfil · c4 blanques peó · d4 blanques peó · c3 blanques cavall · e3 blanques peó · f3 blanques cavall · a2 blanques peó · b2 blanques peó · e2 blanques alfil · f2 blanques peó · g2 blanques peó · h2 blanques peó · c1 blanques torre · d1 blanques dama · e1 blanques rei · h1 blanques torre | 2 |
| 1 | a8 negres torre · d8 negres dama · f8 negres torre · g8 negres rei · a7 negres peó · b7 negres alfil · c7 negres peó · d7 negres cavall · e7 negres alfil · f7 negres peó · g7 negres peó · h7 negres peó · b6 negres peó · e6 negres peó · f6 negres cavall · d5 negres peó · g5 blanques alfil · c4 blanques peó · d4 blanques peó · c3 blanques cavall · e3 blanques peó · f3 blanques cavall · a2 blanques peó · b2 blanques peó · e2 blanques alfil · f2 blanques peó · g2 blanques peó · h2 blanques peó · c1 blanques torre · d1 blanques dama · e1 blanques rei · h1 blanques torre | a8 negres torre · d8 negres dama · f8 negres torre · g8 negres rei · a7 negres peó · b7 negres alfil · c7 negres peó · d7 negres cavall · e7 negres alfil · f7 negres peó · g7 negres peó · h7 negres peó · b6 negres peó · e6 negres peó · f6 negres cavall · d5 negres peó · g5 blanques alfil · c4 blanques peó · d4 blanques peó · c3 blanques cavall · e3 blanques peó · f3 blanques cavall · a2 blanques peó · b2 blanques peó · e2 blanques alfil · f2 blanques peó · g2 blanques peó · h2 blanques peó · c1 blanques torre · d1 blanques dama · e1 blanques rei · h1 blanques torre | a8 negres torre · d8 negres dama · f8 negres torre · g8 negres rei · a7 negres peó · b7 negres alfil · c7 negres peó · d7 negres cavall · e7 negres alfil · f7 negres peó · g7 negres peó · h7 negres peó · b6 negres peó · e6 negres peó · f6 negres cavall · d5 negres peó · g5 blanques alfil · c4 blanques peó · d4 blanques peó · c3 blanques cavall · e3 blanques peó · f3 blanques cavall · a2 blanques peó · b2 blanques peó · e2 blanques alfil · f2 blanques peó · g2 blanques peó · h2 blanques peó · c1 blanques torre · d1 blanques dama · e1 blanques rei · h1 blanques torre | a8 negres torre · d8 negres dama · f8 negres torre · g8 negres rei · a7 negres peó · b7 negres alfil · c7 negres peó · d7 negres cavall · e7 negres alfil · f7 negres peó · g7 negres peó · h7 negres peó · b6 negres peó · e6 negres peó · f6 negres cavall · d5 negres peó · g5 blanques alfil · c4 blanques peó · d4 blanques peó · c3 blanques cavall · e3 blanques peó · f3 blanques cavall · a2 blanques peó · b2 blanques peó · e2 blanques alfil · f2 blanques peó · g2 blanques peó · h2 blanques peó · c1 blanques torre · d1 blanques dama · e1 blanques rei · h1 blanques torre | a8 negres torre · d8 negres dama · f8 negres torre · g8 negres rei · a7 negres peó · b7 negres alfil · c7 negres peó · d7 negres cavall · e7 negres alfil · f7 negres peó · g7 negres peó · h7 negres peó · b6 negres peó · e6 negres peó · f6 negres cavall · d5 negres peó · g5 blanques alfil · c4 blanques peó · d4 blanques peó · c3 blanques cavall · e3 blanques peó · f3 blanques cavall · a2 blanques peó · b2 blanques peó · e2 blanques alfil · f2 blanques peó · g2 blanques peó · h2 blanques peó · c1 blanques torre · d1 blanques dama · e1 blanques rei · h1 blanques torre | a8 negres torre · d8 negres dama · f8 negres torre · g8 negres rei · a7 negres peó · b7 negres alfil · c7 negres peó · d7 negres cavall · e7 negres alfil · f7 negres peó · g7 negres peó · h7 negres peó · b6 negres peó · e6 negres peó · f6 negres cavall · d5 negres peó · g5 blanques alfil · c4 blanques peó · d4 blanques peó · c3 blanques cavall · e3 blanques peó · f3 blanques cavall · a2 blanques peó · b2 blanques peó · e2 blanques alfil · f2 blanques peó · g2 blanques peó · h2 blanques peó · c1 blanques torre · d1 blanques dama · e1 blanques rei · h1 blanques torre | a8 negres torre · d8 negres dama · f8 negres torre · g8 negres rei · a7 negres peó · b7 negres alfil · c7 negres peó · d7 negres cavall · e7 negres alfil · f7 negres peó · g7 negres peó · h7 negres peó · b6 negres peó · e6 negres peó · f6 negres cavall · d5 negres peó · g5 blanques alfil · c4 blanques peó · d4 blanques peó · c3 blanques cavall · e3 blanques peó · f3 blanques cavall · a2 blanques peó · b2 blanques peó · e2 blanques alfil · f2 blanques peó · g2 blanques peó · h2 blanques peó · c1 blanques torre · d1 blanques dama · e1 blanques rei · h1 blanques torre | a8 negres torre · d8 negres dama · f8 negres torre · g8 negres rei · a7 negres peó · b7 negres alfil · c7 negres peó · d7 negres cavall · e7 negres alfil · f7 negres peó · g7 negres peó · h7 negres peó · b6 negres peó · e6 negres peó · f6 negres cavall · d5 negres peó · g5 blanques alfil · c4 blanques peó · d4 blanques peó · c3 blanques cavall · e3 blanques peó · f3 blanques cavall · a2 blanques peó · b2 blanques peó · e2 blanques alfil · f2 blanques peó · g2 blanques peó · h2 blanques peó · c1 blanques torre · d1 blanques dama · e1 blanques rei · h1 blanques torre | 1 |
|   | a | b | c | d | e | f | g | h |   |

|   | a | b | c | d | e | f | g | h |   |
| 8 | a7 negres peó · b7 negres peó · e7 blanques torre · h7 negres peó · d6 blanques alfil · e6 blanques cavall · f6 negres rei · g6 negres alfil · d5 blanques peó · f5 negres peó · h4 negres peó · a2 blanques peó · b2 blanques peó · d2 negres torre · e2 negres torre · h2 blanques peó · f1 blanques torre · h1 blanques rei | a7 negres peó · b7 negres peó · e7 blanques torre · h7 negres peó · d6 blanques alfil · e6 blanques cavall · f6 negres rei · g6 negres alfil · d5 blanques peó · f5 negres peó · h4 negres peó · a2 blanques peó · b2 blanques peó · d2 negres torre · e2 negres torre · h2 blanques peó · f1 blanques torre · h1 blanques rei | a7 negres peó · b7 negres peó · e7 blanques torre · h7 negres peó · d6 blanques alfil · e6 blanques cavall · f6 negres rei · g6 negres alfil · d5 blanques peó · f5 negres peó · h4 negres peó · a2 blanques peó · b2 blanques peó · d2 negres torre · e2 negres torre · h2 blanques peó · f1 blanques torre · h1 blanques rei | a7 negres peó · b7 negres peó · e7 blanques torre · h7 negres peó · d6 blanques alfil · e6 blanques cavall · f6 negres rei · g6 negres alfil · d5 blanques peó · f5 negres peó · h4 negres peó · a2 blanques peó · b2 blanques peó · d2 negres torre · e2 negres torre · h2 blanques peó · f1 blanques torre · h1 blanques rei | a7 negres peó · b7 negres peó · e7 blanques torre · h7 negres peó · d6 blanques alfil · e6 blanques cavall · f6 negres rei · g6 negres alfil · d5 blanques peó · f5 negres peó · h4 negres peó · a2 blanques peó · b2 blanques peó · d2 negres torre · e2 negres torre · h2 blanques peó · f1 blanques torre · h1 blanques rei | a7 negres peó · b7 negres peó · e7 blanques torre · h7 negres peó · d6 blanques alfil · e6 blanques cavall · f6 negres rei · g6 negres alfil · d5 blanques peó · f5 negres peó · h4 negres peó · a2 blanques peó · b2 blanques peó · d2 negres torre · e2 negres torre · h2 blanques peó · f1 blanques torre · h1 blanques rei | a7 negres peó · b7 negres peó · e7 blanques torre · h7 negres peó · d6 blanques alfil · e6 blanques cavall · f6 negres rei · g6 negres alfil · d5 blanques peó · f5 negres peó · h4 negres peó · a2 blanques peó · b2 blanques peó · d2 negres torre · e2 negres torre · h2 blanques peó · f1 blanques torre · h1 blanques rei | a7 negres peó · b7 negres peó · e7 blanques torre · h7 negres peó · d6 blanques alfil · e6 blanques cavall · f6 negres rei · g6 negres alfil · d5 blanques peó · f5 negres peó · h4 negres peó · a2 blanques peó · b2 blanques peó · d2 negres torre · e2 negres torre · h2 blanques peó · f1 blanques torre · h1 blanques rei | 8 |
| 7 | a7 negres peó · b7 negres peó · e7 blanques torre · h7 negres peó · d6 blanques alfil · e6 blanques cavall · f6 negres rei · g6 negres alfil · d5 blanques peó · f5 negres peó · h4 negres peó · a2 blanques peó · b2 blanques peó · d2 negres torre · e2 negres torre · h2 blanques peó · f1 blanques torre · h1 blanques rei | a7 negres peó · b7 negres peó · e7 blanques torre · h7 negres peó · d6 blanques alfil · e6 blanques cavall · f6 negres rei · g6 negres alfil · d5 blanques peó · f5 negres peó · h4 negres peó · a2 blanques peó · b2 blanques peó · d2 negres torre · e2 negres torre · h2 blanques peó · f1 blanques torre · h1 blanques rei | a7 negres peó · b7 negres peó · e7 blanques torre · h7 negres peó · d6 blanques alfil · e6 blanques cavall · f6 negres rei · g6 negres alfil · d5 blanques peó · f5 negres peó · h4 negres peó · a2 blanques peó · b2 blanques peó · d2 negres torre · e2 negres torre · h2 blanques peó · f1 blanques torre · h1 blanques rei | a7 negres peó · b7 negres peó · e7 blanques torre · h7 negres peó · d6 blanques alfil · e6 blanques cavall · f6 negres rei · g6 negres alfil · d5 blanques peó · f5 negres peó · h4 negres peó · a2 blanques peó · b2 blanques peó · d2 negres torre · e2 negres torre · h2 blanques peó · f1 blanques torre · h1 blanques rei | a7 negres peó · b7 negres peó · e7 blanques torre · h7 negres peó · d6 blanques alfil · e6 blanques cavall · f6 negres rei · g6 negres alfil · d5 blanques peó · f5 negres peó · h4 negres peó · a2 blanques peó · b2 blanques peó · d2 negres torre · e2 negres torre · h2 blanques peó · f1 blanques torre · h1 blanques rei | a7 negres peó · b7 negres peó · e7 blanques torre · h7 negres peó · d6 blanques alfil · e6 blanques cavall · f6 negres rei · g6 negres alfil · d5 blanques peó · f5 negres peó · h4 negres peó · a2 blanques peó · b2 blanques peó · d2 negres torre · e2 negres torre · h2 blanques peó · f1 blanques torre · h1 blanques rei | a7 negres peó · b7 negres peó · e7 blanques torre · h7 negres peó · d6 blanques alfil · e6 blanques cavall · f6 negres rei · g6 negres alfil · d5 blanques peó · f5 negres peó · h4 negres peó · a2 blanques peó · b2 blanques peó · d2 negres torre · e2 negres torre · h2 blanques peó · f1 blanques torre · h1 blanques rei | a7 negres peó · b7 negres peó · e7 blanques torre · h7 negres peó · d6 blanques alfil · e6 blanques cavall · f6 negres rei · g6 negres alfil · d5 blanques peó · f5 negres peó · h4 negres peó · a2 blanques peó · b2 blanques peó · d2 negres torre · e2 negres torre · h2 blanques peó · f1 blanques torre · h1 blanques rei | 7 |
| 6 | a7 negres peó · b7 negres peó · e7 blanques torre · h7 negres peó · d6 blanques alfil · e6 blanques cavall · f6 negres rei · g6 negres alfil · d5 blanques peó · f5 negres peó · h4 negres peó · a2 blanques peó · b2 blanques peó · d2 negres torre · e2 negres torre · h2 blanques peó · f1 blanques torre · h1 blanques rei | a7 negres peó · b7 negres peó · e7 blanques torre · h7 negres peó · d6 blanques alfil · e6 blanques cavall · f6 negres rei · g6 negres alfil · d5 blanques peó · f5 negres peó · h4 negres peó · a2 blanques peó · b2 blanques peó · d2 negres torre · e2 negres torre · h2 blanques peó · f1 blanques torre · h1 blanques rei | a7 negres peó · b7 negres peó · e7 blanques torre · h7 negres peó · d6 blanques alfil · e6 blanques cavall · f6 negres rei · g6 negres alfil · d5 blanques peó · f5 negres peó · h4 negres peó · a2 blanques peó · b2 blanques peó · d2 negres torre · e2 negres torre · h2 blanques peó · f1 blanques torre · h1 blanques rei | a7 negres peó · b7 negres peó · e7 blanques torre · h7 negres peó · d6 blanques alfil · e6 blanques cavall · f6 negres rei · g6 negres alfil · d5 blanques peó · f5 negres peó · h4 negres peó · a2 blanques peó · b2 blanques peó · d2 negres torre · e2 negres torre · h2 blanques peó · f1 blanques torre · h1 blanques rei | a7 negres peó · b7 negres peó · e7 blanques torre · h7 negres peó · d6 blanques alfil · e6 blanques cavall · f6 negres rei · g6 negres alfil · d5 blanques peó · f5 negres peó · h4 negres peó · a2 blanques peó · b2 blanques peó · d2 negres torre · e2 negres torre · h2 blanques peó · f1 blanques torre · h1 blanques rei | a7 negres peó · b7 negres peó · e7 blanques torre · h7 negres peó · d6 blanques alfil · e6 blanques cavall · f6 negres rei · g6 negres alfil · d5 blanques peó · f5 negres peó · h4 negres peó · a2 blanques peó · b2 blanques peó · d2 negres torre · e2 negres torre · h2 blanques peó · f1 blanques torre · h1 blanques rei | a7 negres peó · b7 negres peó · e7 blanques torre · h7 negres peó · d6 blanques alfil · e6 blanques cavall · f6 negres rei · g6 negres alfil · d5 blanques peó · f5 negres peó · h4 negres peó · a2 blanques peó · b2 blanques peó · d2 negres torre · e2 negres torre · h2 blanques peó · f1 blanques torre · h1 blanques rei | a7 negres peó · b7 negres peó · e7 blanques torre · h7 negres peó · d6 blanques alfil · e6 blanques cavall · f6 negres rei · g6 negres alfil · d5 blanques peó · f5 negres peó · h4 negres peó · a2 blanques peó · b2 blanques peó · d2 negres torre · e2 negres torre · h2 blanques peó · f1 blanques torre · h1 blanques rei | 6 |
| 5 | a7 negres peó · b7 negres peó · e7 blanques torre · h7 negres peó · d6 blanques alfil · e6 blanques cavall · f6 negres rei · g6 negres alfil · d5 blanques peó · f5 negres peó · h4 negres peó · a2 blanques peó · b2 blanques peó · d2 negres torre · e2 negres torre · h2 blanques peó · f1 blanques torre · h1 blanques rei | a7 negres peó · b7 negres peó · e7 blanques torre · h7 negres peó · d6 blanques alfil · e6 blanques cavall · f6 negres rei · g6 negres alfil · d5 blanques peó · f5 negres peó · h4 negres peó · a2 blanques peó · b2 blanques peó · d2 negres torre · e2 negres torre · h2 blanques peó · f1 blanques torre · h1 blanques rei | a7 negres peó · b7 negres peó · e7 blanques torre · h7 negres peó · d6 blanques alfil · e6 blanques cavall · f6 negres rei · g6 negres alfil · d5 blanques peó · f5 negres peó · h4 negres peó · a2 blanques peó · b2 blanques peó · d2 negres torre · e2 negres torre · h2 blanques peó · f1 blanques torre · h1 blanques rei | a7 negres peó · b7 negres peó · e7 blanques torre · h7 negres peó · d6 blanques alfil · e6 blanques cavall · f6 negres rei · g6 negres alfil · d5 blanques peó · f5 negres peó · h4 negres peó · a2 blanques peó · b2 blanques peó · d2 negres torre · e2 negres torre · h2 blanques peó · f1 blanques torre · h1 blanques rei | a7 negres peó · b7 negres peó · e7 blanques torre · h7 negres peó · d6 blanques alfil · e6 blanques cavall · f6 negres rei · g6 negres alfil · d5 blanques peó · f5 negres peó · h4 negres peó · a2 blanques peó · b2 blanques peó · d2 negres torre · e2 negres torre · h2 blanques peó · f1 blanques torre · h1 blanques rei | a7 negres peó · b7 negres peó · e7 blanques torre · h7 negres peó · d6 blanques alfil · e6 blanques cavall · f6 negres rei · g6 negres alfil · d5 blanques peó · f5 negres peó · h4 negres peó · a2 blanques peó · b2 blanques peó · d2 negres torre · e2 negres torre · h2 blanques peó · f1 blanques torre · h1 blanques rei | a7 negres peó · b7 negres peó · e7 blanques torre · h7 negres peó · d6 blanques alfil · e6 blanques cavall · f6 negres rei · g6 negres alfil · d5 blanques peó · f5 negres peó · h4 negres peó · a2 blanques peó · b2 blanques peó · d2 negres torre · e2 negres torre · h2 blanques peó · f1 blanques torre · h1 blanques rei | a7 negres peó · b7 negres peó · e7 blanques torre · h7 negres peó · d6 blanques alfil · e6 blanques cavall · f6 negres rei · g6 negres alfil · d5 blanques peó · f5 negres peó · h4 negres peó · a2 blanques peó · b2 blanques peó · d2 negres torre · e2 negres torre · h2 blanques peó · f1 blanques torre · h1 blanques rei | 5 |
| 4 | a7 negres peó · b7 negres peó · e7 blanques torre · h7 negres peó · d6 blanques alfil · e6 blanques cavall · f6 negres rei · g6 negres alfil · d5 blanques peó · f5 negres peó · h4 negres peó · a2 blanques peó · b2 blanques peó · d2 negres torre · e2 negres torre · h2 blanques peó · f1 blanques torre · h1 blanques rei | a7 negres peó · b7 negres peó · e7 blanques torre · h7 negres peó · d6 blanques alfil · e6 blanques cavall · f6 negres rei · g6 negres alfil · d5 blanques peó · f5 negres peó · h4 negres peó · a2 blanques peó · b2 blanques peó · d2 negres torre · e2 negres torre · h2 blanques peó · f1 blanques torre · h1 blanques rei | a7 negres peó · b7 negres peó · e7 blanques torre · h7 negres peó · d6 blanques alfil · e6 blanques cavall · f6 negres rei · g6 negres alfil · d5 blanques peó · f5 negres peó · h4 negres peó · a2 blanques peó · b2 blanques peó · d2 negres torre · e2 negres torre · h2 blanques peó · f1 blanques torre · h1 blanques rei | a7 negres peó · b7 negres peó · e7 blanques torre · h7 negres peó · d6 blanques alfil · e6 blanques cavall · f6 negres rei · g6 negres alfil · d5 blanques peó · f5 negres peó · h4 negres peó · a2 blanques peó · b2 blanques peó · d2 negres torre · e2 negres torre · h2 blanques peó · f1 blanques torre · h1 blanques rei | a7 negres peó · b7 negres peó · e7 blanques torre · h7 negres peó · d6 blanques alfil · e6 blanques cavall · f6 negres rei · g6 negres alfil · d5 blanques peó · f5 negres peó · h4 negres peó · a2 blanques peó · b2 blanques peó · d2 negres torre · e2 negres torre · h2 blanques peó · f1 blanques torre · h1 blanques rei | a7 negres peó · b7 negres peó · e7 blanques torre · h7 negres peó · d6 blanques alfil · e6 blanques cavall · f6 negres rei · g6 negres alfil · d5 blanques peó · f5 negres peó · h4 negres peó · a2 blanques peó · b2 blanques peó · d2 negres torre · e2 negres torre · h2 blanques peó · f1 blanques torre · h1 blanques rei | a7 negres peó · b7 negres peó · e7 blanques torre · h7 negres peó · d6 blanques alfil · e6 blanques cavall · f6 negres rei · g6 negres alfil · d5 blanques peó · f5 negres peó · h4 negres peó · a2 blanques peó · b2 blanques peó · d2 negres torre · e2 negres torre · h2 blanques peó · f1 blanques torre · h1 blanques rei | a7 negres peó · b7 negres peó · e7 blanques torre · h7 negres peó · d6 blanques alfil · e6 blanques cavall · f6 negres rei · g6 negres alfil · d5 blanques peó · f5 negres peó · h4 negres peó · a2 blanques peó · b2 blanques peó · d2 negres torre · e2 negres torre · h2 blanques peó · f1 blanques torre · h1 blanques rei | 4 |
| 3 | a7 negres peó · b7 negres peó · e7 blanques torre · h7 negres peó · d6 blanques alfil · e6 blanques cavall · f6 negres rei · g6 negres alfil · d5 blanques peó · f5 negres peó · h4 negres peó · a2 blanques peó · b2 blanques peó · d2 negres torre · e2 negres torre · h2 blanques peó · f1 blanques torre · h1 blanques rei | a7 negres peó · b7 negres peó · e7 blanques torre · h7 negres peó · d6 blanques alfil · e6 blanques cavall · f6 negres rei · g6 negres alfil · d5 blanques peó · f5 negres peó · h4 negres peó · a2 blanques peó · b2 blanques peó · d2 negres torre · e2 negres torre · h2 blanques peó · f1 blanques torre · h1 blanques rei | a7 negres peó · b7 negres peó · e7 blanques torre · h7 negres peó · d6 blanques alfil · e6 blanques cavall · f6 negres rei · g6 negres alfil · d5 blanques peó · f5 negres peó · h4 negres peó · a2 blanques peó · b2 blanques peó · d2 negres torre · e2 negres torre · h2 blanques peó · f1 blanques torre · h1 blanques rei | a7 negres peó · b7 negres peó · e7 blanques torre · h7 negres peó · d6 blanques alfil · e6 blanques cavall · f6 negres rei · g6 negres alfil · d5 blanques peó · f5 negres peó · h4 negres peó · a2 blanques peó · b2 blanques peó · d2 negres torre · e2 negres torre · h2 blanques peó · f1 blanques torre · h1 blanques rei | a7 negres peó · b7 negres peó · e7 blanques torre · h7 negres peó · d6 blanques alfil · e6 blanques cavall · f6 negres rei · g6 negres alfil · d5 blanques peó · f5 negres peó · h4 negres peó · a2 blanques peó · b2 blanques peó · d2 negres torre · e2 negres torre · h2 blanques peó · f1 blanques torre · h1 blanques rei | a7 negres peó · b7 negres peó · e7 blanques torre · h7 negres peó · d6 blanques alfil · e6 blanques cavall · f6 negres rei · g6 negres alfil · d5 blanques peó · f5 negres peó · h4 negres peó · a2 blanques peó · b2 blanques peó · d2 negres torre · e2 negres torre · h2 blanques peó · f1 blanques torre · h1 blanques rei | a7 negres peó · b7 negres peó · e7 blanques torre · h7 negres peó · d6 blanques alfil · e6 blanques cavall · f6 negres rei · g6 negres alfil · d5 blanques peó · f5 negres peó · h4 negres peó · a2 blanques peó · b2 blanques peó · d2 negres torre · e2 negres torre · h2 blanques peó · f1 blanques torre · h1 blanques rei | a7 negres peó · b7 negres peó · e7 blanques torre · h7 negres peó · d6 blanques alfil · e6 blanques cavall · f6 negres rei · g6 negres alfil · d5 blanques peó · f5 negres peó · h4 negres peó · a2 blanques peó · b2 blanques peó · d2 negres torre · e2 negres torre · h2 blanques peó · f1 blanques torre · h1 blanques rei | 3 |
| 2 | a7 negres peó · b7 negres peó · e7 blanques torre · h7 negres peó · d6 blanques alfil · e6 blanques cavall · f6 negres rei · g6 negres alfil · d5 blanques peó · f5 negres peó · h4 negres peó · a2 blanques peó · b2 blanques peó · d2 negres torre · e2 negres torre · h2 blanques peó · f1 blanques torre · h1 blanques rei | a7 negres peó · b7 negres peó · e7 blanques torre · h7 negres peó · d6 blanques alfil · e6 blanques cavall · f6 negres rei · g6 negres alfil · d5 blanques peó · f5 negres peó · h4 negres peó · a2 blanques peó · b2 blanques peó · d2 negres torre · e2 negres torre · h2 blanques peó · f1 blanques torre · h1 blanques rei | a7 negres peó · b7 negres peó · e7 blanques torre · h7 negres peó · d6 blanques alfil · e6 blanques cavall · f6 negres rei · g6 negres alfil · d5 blanques peó · f5 negres peó · h4 negres peó · a2 blanques peó · b2 blanques peó · d2 negres torre · e2 negres torre · h2 blanques peó · f1 blanques torre · h1 blanques rei | a7 negres peó · b7 negres peó · e7 blanques torre · h7 negres peó · d6 blanques alfil · e6 blanques cavall · f6 negres rei · g6 negres alfil · d5 blanques peó · f5 negres peó · h4 negres peó · a2 blanques peó · b2 blanques peó · d2 negres torre · e2 negres torre · h2 blanques peó · f1 blanques torre · h1 blanques rei | a7 negres peó · b7 negres peó · e7 blanques torre · h7 negres peó · d6 blanques alfil · e6 blanques cavall · f6 negres rei · g6 negres alfil · d5 blanques peó · f5 negres peó · h4 negres peó · a2 blanques peó · b2 blanques peó · d2 negres torre · e2 negres torre · h2 blanques peó · f1 blanques torre · h1 blanques rei | a7 negres peó · b7 negres peó · e7 blanques torre · h7 negres peó · d6 blanques alfil · e6 blanques cavall · f6 negres rei · g6 negres alfil · d5 blanques peó · f5 negres peó · h4 negres peó · a2 blanques peó · b2 blanques peó · d2 negres torre · e2 negres torre · h2 blanques peó · f1 blanques torre · h1 blanques rei | a7 negres peó · b7 negres peó · e7 blanques torre · h7 negres peó · d6 blanques alfil · e6 blanques cavall · f6 negres rei · g6 negres alfil · d5 blanques peó · f5 negres peó · h4 negres peó · a2 blanques peó · b2 blanques peó · d2 negres torre · e2 negres torre · h2 blanques peó · f1 blanques torre · h1 blanques rei | a7 negres peó · b7 negres peó · e7 blanques torre · h7 negres peó · d6 blanques alfil · e6 blanques cavall · f6 negres rei · g6 negres alfil · d5 blanques peó · f5 negres peó · h4 negres peó · a2 blanques peó · b2 blanques peó · d2 negres torre · e2 negres torre · h2 blanques peó · f1 blanques torre · h1 blanques rei | 2 |
| 1 | a7 negres peó · b7 negres peó · e7 blanques torre · h7 negres peó · d6 blanques alfil · e6 blanques cavall · f6 negres rei · g6 negres alfil · d5 blanques peó · f5 negres peó · h4 negres peó · a2 blanques peó · b2 blanques peó · d2 negres torre · e2 negres torre · h2 blanques peó · f1 blanques torre · h1 blanques rei | a7 negres peó · b7 negres peó · e7 blanques torre · h7 negres peó · d6 blanques alfil · e6 blanques cavall · f6 negres rei · g6 negres alfil · d5 blanques peó · f5 negres peó · h4 negres peó · a2 blanques peó · b2 blanques peó · d2 negres torre · e2 negres torre · h2 blanques peó · f1 blanques torre · h1 blanques rei | a7 negres peó · b7 negres peó · e7 blanques torre · h7 negres peó · d6 blanques alfil · e6 blanques cavall · f6 negres rei · g6 negres alfil · d5 blanques peó · f5 negres peó · h4 negres peó · a2 blanques peó · b2 blanques peó · d2 negres torre · e2 negres torre · h2 blanques peó · f1 blanques torre · h1 blanques rei | a7 negres peó · b7 negres peó · e7 blanques torre · h7 negres peó · d6 blanques alfil · e6 blanques cavall · f6 negres rei · g6 negres alfil · d5 blanques peó · f5 negres peó · h4 negres peó · a2 blanques peó · b2 blanques peó · d2 negres torre · e2 negres torre · h2 blanques peó · f1 blanques torre · h1 blanques rei | a7 negres peó · b7 negres peó · e7 blanques torre · h7 negres peó · d6 blanques alfil · e6 blanques cavall · f6 negres rei · g6 negres alfil · d5 blanques peó · f5 negres peó · h4 negres peó · a2 blanques peó · b2 blanques peó · d2 negres torre · e2 negres torre · h2 blanques peó · f1 blanques torre · h1 blanques rei | a7 negres peó · b7 negres peó · e7 blanques torre · h7 negres peó · d6 blanques alfil · e6 blanques cavall · f6 negres rei · g6 negres alfil · d5 blanques peó · f5 negres peó · h4 negres peó · a2 blanques peó · b2 blanques peó · d2 negres torre · e2 negres torre · h2 blanques peó · f1 blanques torre · h1 blanques rei | a7 negres peó · b7 negres peó · e7 blanques torre · h7 negres peó · d6 blanques alfil · e6 blanques cavall · f6 negres rei · g6 negres alfil · d5 blanques peó · f5 negres peó · h4 negres peó · a2 blanques peó · b2 blanques peó · d2 negres torre · e2 negres torre · h2 blanques peó · f1 blanques torre · h1 blanques rei | a7 negres peó · b7 negres peó · e7 blanques torre · h7 negres peó · d6 blanques alfil · e6 blanques cavall · f6 negres rei · g6 negres alfil · d5 blanques peó · f5 negres peó · h4 negres peó · a2 blanques peó · b2 blanques peó · d2 negres torre · e2 negres torre · h2 blanques peó · f1 blanques torre · h1 blanques rei | 1 |
|   | a | b | c | d | e | f | g | h |   |

En la partida 22 Txigorin va cometre un error en la jugada nou perdent un peó i finalment la partida (Veure diagrama 1). Jugant amb negres, Txigorin va adoptar la variant del gambit de dama refusat que més tard va ser coneguda com la defensa Tartakower. 9. cxd5 Cxd5? un error elemental que perd un peó. 10. Cxd5 Axd5 11. Axe7 Dxe7 12. Txc7 Dd6 13. Tc3 Axa2? En fer el novè moviment Txigorin podia haver esperat que aquesta captura li permetia recuperar el peó, però l'alfil seria capturat. 14. e4 Db4 15. Da1 Ab3 16. Cd2 Ac2 17. Tc4 Dd6 18. Txc2 Dxd4 19. O-O Amb una peça menys, Txigorin va abandonar després del moviment 49 de les blanques.
A la partida 23, Txigorin amb blanques i amb vuit victòries, va jugar l'agressiu gambit de rei. Steinitz es va defensar malament i es va trobar en una desesperat final (veure diagrama 2). Amb una peça de més, Txigorin havia d'haver guanyat després de 32. Txb7 (32...Txd5? 33. Cf4 fa la forquilla a les torres negres). En canvi, la partida i el matx va acabar de sobte quan Txigorin va ensopegar amb 32. Ab4?? Txh2+ blanques abandonen, atès que les negres farien escac i mat en el següent moviment.